# Pierre Blaise

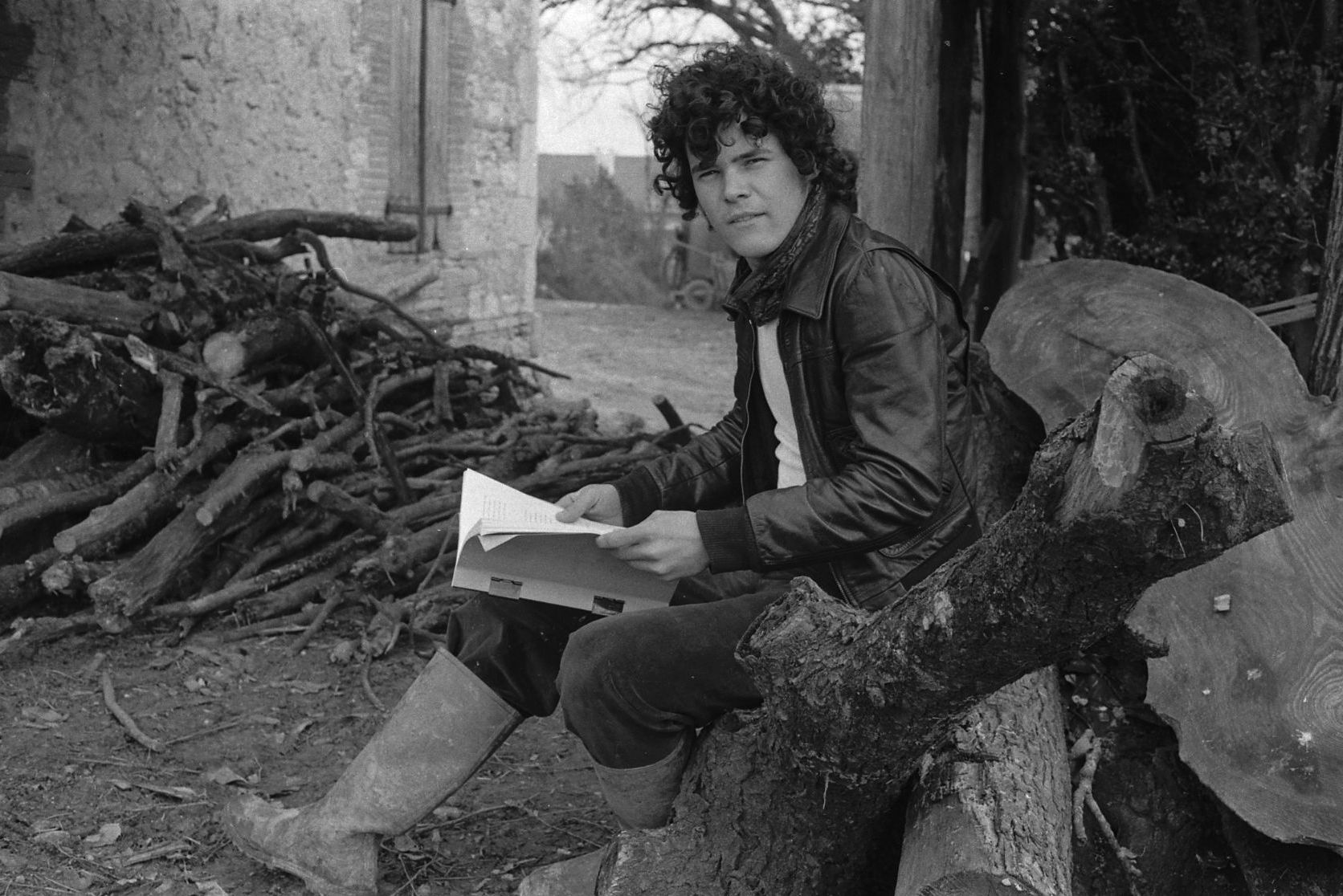
Pierre Blaise (1975)

Pierre Blaise (* 11. Juni 1955 in Moissac, Tarn-et-Garonne; † 31. August 1975 ebenda) war ein französischer Schauspieler.

## Leben

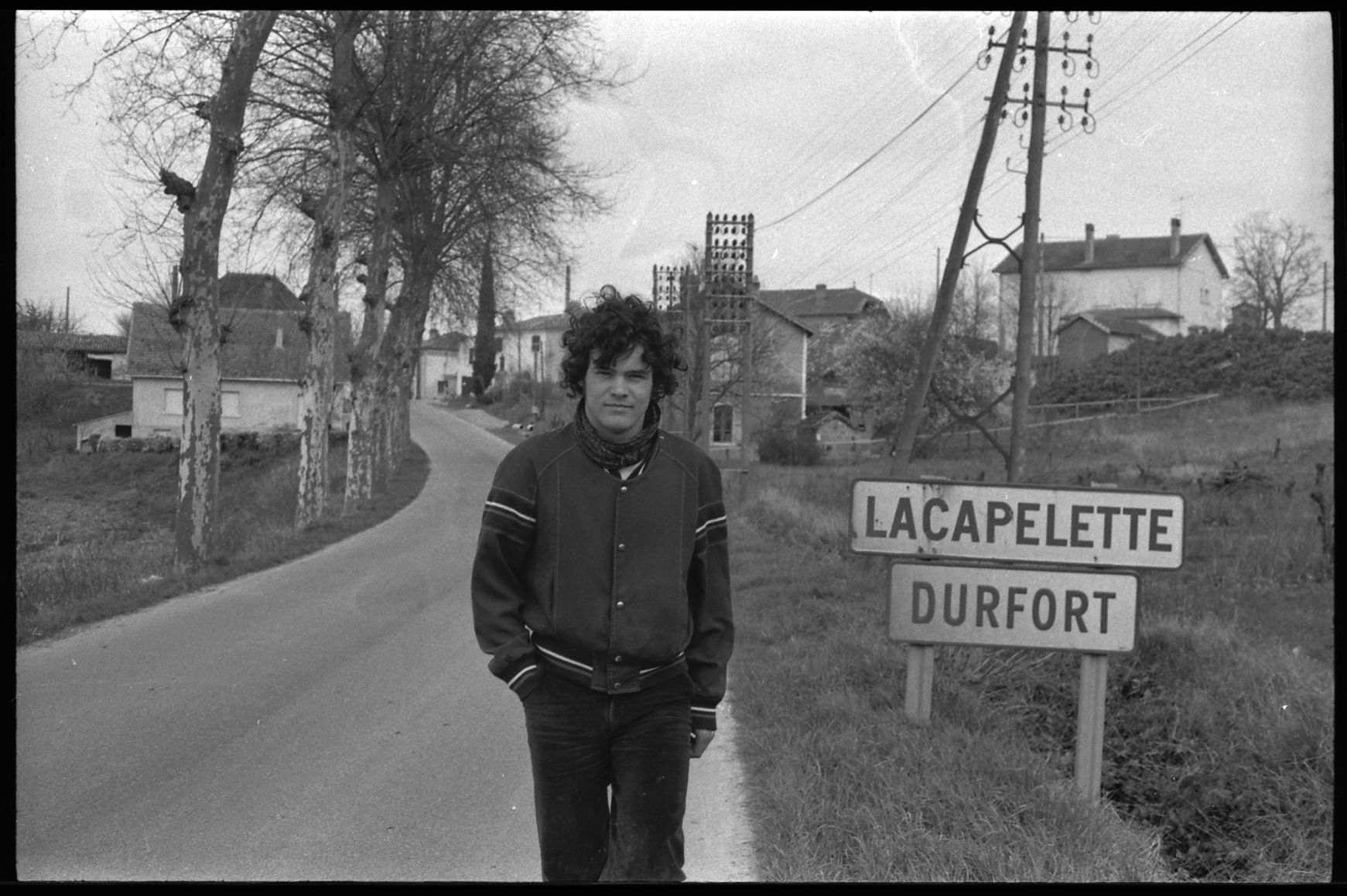
Pierre Blaise am Ortseingang von Durfort-Lacapelette (1975)

Pierre Blaise entstammte einer armen Bauernfamilie. Der 19-jährige Holzfäller verfügte über keine schauspielerische Erfahrung, als der französische Regisseur Louis Malle ihn für den Film entdeckte. Malle vertraute ihm 1974 aufgrund seiner „kindhaften Unschuld und instinktiven Gewalt“ die Titelrolle in seinem Spielfilm Lacombe, Lucien an. In dem Drama, das zur Zeit des Zweiten Weltkriegs in einer französischen Provinzstadt spielt, mimt Blaise einen jungen Bauernburschen, der als Helfer der Gestapo rekrutiert wird und sich in die Familie eines jüdischen und ehemals reichen Pariser Schneiders (gespielt von Holger Löwenadler) einnistet. Lacombe, Lucien, vom Filmdienst als individuelles Porträt und abwägendes Zeitbild über die Zustände und Haltungen im Vichy-Frankreich bezeichnet, löste bei seiner Erstaufführung im Jahr 1974 einige Irritationen aus. Dennoch wurde der Film 1975 für den Oscar als Bester fremdsprachiger Film nominiert und machte Blaise weltweit bekannt.
Für sein Spielfilmdebüt wurde er seitens der Kritiker mit Lob bedacht. Louis Malle sah in Blaise „einen Star, in einer Welt, die er nicht beginnt zu verstehen“. Der Regisseur fühlte sich verantwortlich für den Laiendarsteller. Ein Jahr nach der Veröffentlichung von Lacombe, Lucien sah man Blaise in einer weiteren Hauptrolle in Dennis Berrys Sexfilm Die große Ekstase (1975). Hier spielte er an der Seite von Jean Seberg und Isabelle Huppert die Rolle eines neurotischen Arztsohnes, der mit Hilfe einer Nymphomanin sein Elternhaus in ein Bordell verwandelt. Weitere Nebenrollen in Roger Coggios Tragikomödie Les Noces de porcelaine und Mauro Bologninis Drama Per le antiche scale (beide 1975) folgten, in denen er neben Schauspielern wie Mylène Demongeot, Françoise Fabian oder Marcello Mastroianni agierte.
Trotz der Arbeit als Schauspieler blieb Blaise seiner Heimat verbunden („Ich brauche meine Familie, und Moissac“). Seine Filmkarriere endete 1975 durch einen Verkehrsunfall, bei dem Pierre Blaise im Alter von 20 Jahren mit zwei weiteren jungen Bauern aus seiner Heimatregion ums Leben kam. Bei regnerischem Wetter hatte er in einer Kurve in der Nähe von Moissac die Kontrolle über seinen Renault 17 verloren und war gegen einen Baum geprallt. Der Schauspieler fand auf dem Friedhof von Durfort-Lacapelette seine letzte Ruhestätte.

## Filmografie
- 1974: Lacombe, Lucien (Lacombe Lucien)
- 1975: Die große Ekstase (Le Grand Délire)
- 1975: Les Noces de porcelaine
- 1975: Per le antiche scale